# Koenraad de Staufer
Koenraad de Staufer (circa 1134-1136 - 8 of 9 november 1195) was van 1156 tot 1195 paltsgraaf aan de Rijn.

## Levensloop
Hij was de zoon van hertog Frederik II van Zwaben en diens tweede vrouw Agnes van Saarbrücken. Koenraad groeide op in de stad Alzey. Zijn halfbroer was keizer Frederik I Barbarossa.
In 1156 werd Koenraad door zijn halfbroer bij de rijksdag in Regensburg tot paltsgraaf aan de Rijn benoemd. Hierbij ontving hij ook de voogdij over het Schönau-klooster nabij de stad Heidelberg, het prinsbisdom Worms en het familiebezit van de Hohenstaufen in Speyergau en Wormsgau. Via zijn tweede huwelijk werd Koenraad later ook rijksvoogd van de abdij van Lorsch. In 1164 probeerde hij ook de Rheineckburcht in handen te krijgen, maar kwam hierdoor in conflict met de aartsbisschop van Trier en de aartsbisschop van Keulen. Uiteindelijk werd afgesproken dat Koenraad zijn opeising van de burcht opgaf, waardoor het niet tot een oorlog kwam.
Koenraad wordt beschouwd als de stichter van de stad Heidelberg. Hij en zijn twee echtgenotes werden begraven in het klooster van Schönau. Zijn erfenis viel in handen van zijn dochter Agnes en zijn schoonzoon Hendrik V van Brunswijk.

## Huwelijken en nakomelingen
Koenraad huwde eerst met een dochter van graaf Godfried I van Sponheim, wiens naam niet bekend is. Hun huwelijk bleef kinderloos en in 1159 of 1160 overleed Koenraads eerste vrouw. Rond het jaar 1160 hertrouwde hij met Irmingard van Henneberg, dochter van graaf Berthold I van Henneberg. Ze kregen drie kinderen:
- Frederik (gestorven op een 3 september voor het jaar 1189)
- Koenraad (gestorven rond 1186)
- Agnes (1176-1204), huwde met Hendrik V van Brunswijk die van 1195 tot 1212 paltsgraaf aan de Rijn was.